# Tangatrichia
Tangatrichia is een geslacht van schietmotten uit de familie Hydroptilidae.

## Soorten
Deze lijst is mogelijk niet compleet.
- T. gracilenta A Wells & T Andersen, 1995